# Ложки (музыкальный инструмент)
Ло́жки — ударный музыкальный инструмент в славянской культуре. Составляет от 2 до 5 ложек, из которых одна — большая. Большую ложку зажимают за рукоять в голенище сапога, остальные держат между пальцами одной или обеих рук. Звук извлекается путём ударения друг о друга выпуклых сторон черпаков. Тембр звука зависит от способа звукоизвлечения. В Белоруссии при игре традиционно используют только пару ложек.
Обычно один исполнитель использует 3 ложки, 2 из которых закладывает между пальцами левой руки, а 3-ю берёт в правую руку. Удары производит 3-й ложкой по 2-м ложкам левой руки. Обычно для удобства удары производят на руке или колене. Иногда к ложкам подвешивают бубенчики. Ложки могут быть использованы вместе с рубелем.
Кроме того, ложки широко используют в американской фолк-музыке и менестрель-шоу. Данкан Кемпбелл из UB40 является профессиональным музыкантом-ложечником в Великобритании. Британская арт-рок-группа Caravan на своих выступлениях использует электрические ложки (ложки, снабжённые устройством электрического усиления звука), на которых играет Джефф Ричардсон.
Ложки модернизированные — ударный металлический инструмент, по виду похожий на ложки, унизанные побрякушками, отчего и получил свое название. Такими ложками пользовались как маленькими бунчуками: их держали в руке и по мере надобности встряхивали ими. Подобного рода ложки находили применение в полковых хорах и употребляется русскими военными песенниками.

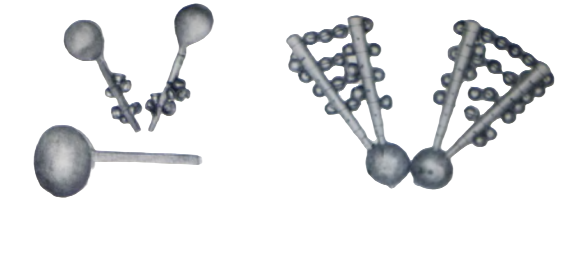
Виды ложек, используемых в музыке: слева, вверху — ложки с бубенчиками; слева, внизу — ложка обыкновенная, без бубенчиков; справа — ложки модернизированные